# Еміль Лееб
Еміль Лееб (нім. Emil Leeb; 7 червня 1881, Пассау — 8 вересня 1969, Мюнхен) — німецький офіцер, останнім удостоєний звання генерал артилерії, керівник Управління озброєнь сухопутних сил вермахту. Кавалер Лицарськиго хреста Хреста Воєнних заслуг з мечами.
Молодший брат генерал-фельдмаршала Вільгельма Ріттера фон Лееба.

## Біографія
Лееб народився в невеликому містечку Пассау в Баварії в родині, що сповідувала старовинні військові традиції. Батьком Еміля був майор Адольф фон Лееб.
Лееб вступив до лав збройних сил в 1901 році, коли 7 липня поступив на службу в Баварську армію в 4-й баварський полк польової артилерії, де до цього служив його старший брат Вільгельм, після отримання військової освіти в кадетському корпусі. Учасник першої світової війни, після якої продовжив службу в рейхсвері.
З 1 квітня 1935 року - командир 15-ї піхотної дивізії у Франкфурті-на-Майні. Першим серйозним випробуванням Лееба як командира дивізії був переклад частин дивізії з Вюрцбурга, де вона була розквартирована до цього, у Франкфурт-на-Майні. 
1 квітня 1939 року Лееб був призначений командувачем 11-м військовим округом (Ганновер). В його обов'язки як командувача округом входило: забезпечення призову військовозобов'язаних (у зв'язку з розривом Німеччиною Версальських угод), їх відповідна підготовка військовій справі і проведення мобілізації в разі її оголошення в районах, що входять в територіальну зону відповідальності військового округу - Ангальт, Брауншвейг і Ганновер. Підготувавши основний компонент округу до стройової служби, Лееб в серпні 1939 року разом з ним увійшов до складу діючої армії, сформувавши з цього компонента штаб і з'єднання військ армійського корпусу. Таким чином, Лееб став командиром 11-го армійського корпусу. Допоміжний компонент округу, що залишився в місцях своєї постійної дислокації, фактично утворив склад нового військового округу під тим же номером. Командувачем військовим округом став заступник командира корпусу.
У складі 10-ї армії, яка входила в групу армій «Південь», Лееб брав участь в Польській кампанії. 11-й армійський корпус Еміля фон Лееба знаходився на лівому фланзі 10-ї армії, якою в той час командував Вальтер фон Райхенау. До складу корпусу входили: 1-ша легка дивізія, 18-та піхотна дивізія, 19-та піхотна дивізія. Під час завоювання Польщі корпус брав участь у наступі та взяття Лодзі, переправі через Варту і в облозі Варшави. Після капітуляції Польщі корпус був перекинутий на Західний театр військових дій і знаходився на голландсько-бельгійському кордоні, де проводив інтенсивну підготовку до кампанії 1940 року. 1 квітня 1940 року Лееб був змінений на своєму посту командира корпусу генерал-лейтенантом Йоахімом фон Кортцфляйшем і переведений на службу в Берлін на нову посаду.
Лееб був призначений начальником Управління озброєнь сухопутних сил, яке він очолював до 1 лютого 1945 року. Лееб отримав цю посаду після смерті генерала артилерії доктора Карла Беккера, який наклав на себе руки через проблеми в управлінні та діяльності Heereswaffenamt (HWA).
Управління озброєнь на той момент переживало дуже важку кризу, пов'язаний з неможливістю в повній мірі забезпечувати потреби бурхливо розростається вермахту в умовах світової війни в озброєннях і новій техніці. У новій для себе посаді Лееб не зміг повністю виправити ситуацію на краще, проте він зміг значно поліпшити питання постачання вермахту необхідним для нього спорядженням. Головними його завданнями на посаді начальника управління стали: задоволення все зростаючих потреб сухопутних сил вермахту в умовах постійно зростаючої кількості військових супротивників Третього рейху; створення, випробування, прийняття на озброєння і запуск у виробництво нових зразків спорядження, озброєнь і бойової техніки, які могли б принести перемогу Німеччини у Другій світовій війні.
В ході здійснення цих завдань в умовах постійного розширення військових дій, які вела Німеччина, на нових територіях (що, в свою чергу, породжувало нові запити вермахту на озброєння і техніку), перед Леебом поставали проблеми, які він, в силу свого становища і посади, не міг або не вмів вирішити.
Основними з цих проблем були: зростання чисельного складу військовослужбовців вермахту (що вимагало від Лееба озброїти все більшу кількість людей), поразки Німеччини на фронтах бойових дій (що призводило до величезних втрат військової техніки), нестача висококваліфікованих і взагалі мали в достатній кількості потрібні навички робітників (що призводило до неможливості різко збільшувати кількість і якість продукції, що випускається бойової техніки), моторошна (для Німеччини) корупція в націонал-соціалістичної верхівці і помилки у державній венном менеджменті (що засмучувало нормальну ланцюжок управління економікою і збройними силами), постійний брак стратегічної сировини (що не дозволяло обслуговувати навіть поточні потреби сухопутних сил). Таким чином, завдання Лееба ставали практично нездійсненними.
Як начальник HWA, Лееб підпорядковувався командувачу армією резерву генерал-полковнику Фрідріху Фромму. Також у своїй роботі Лееб тісно співпрацював з рейхсміністром озброєнь і боєприпасів Фріцем Тодтом і (після загибелі Тодта) його наступником на цій посаді Альбертом Шпеєром.
23 листопада 1943 року, під час сильної бомбардування Берліна англо-американською авіацією, восьмиповерхова будівля HWA, що знаходилося по сусідству з будівлею міністерства озброєнь (яке і було однією з основних цілей бомбардування), було частково зруйновано. Однак Лееб, який в цей момент знаходився на робочому місці, абсолютно не постраждав і навіть не отримав жодної подряпини.
Незважаючи на тісне спілкування з генерал-полковником Фроммом, Лееб виявився абсолютно не замішаним у змові 20 липня 1944 року. Тому Еміль Лееб залишався на своєму посту і після того, як командувачем армією резерву був призначений Генріх Гіммлер. На посаді керівника HWA Лееб залишався майже до самого кінця війни, коли в останні тижні існування Третього рейху настала повна дезорганізація державних структур і дезінтеграція території країни і були розпущені сили резервної армії. Під час битви за Берлін Лееб вже не перебував у столиці рейху, нічим не керував і не командував.
1 травня 1945 року, через день після самогубства Адольфа Гітлера, Лееб був офіційно відсторонений від служби.
Також під час війни Лееб брав участь в діяльності організації «Асоціація громовідводів». Дана назва служило евфемізмом для маскування істинної мети організації - розвитку біологічної зброї під час Другої світової війни.
Лееб також був членом наглядової ради концерну «Герман Герінг».
У 1957 році Лееб увійшов в коло засновників Німецької асоціації оборонних технологій, що стала однією з лобістів німецької військової промисловості.
Еміль Лееб помер в Мюнхені 8 вересня 1969 року. Похований в комуні Вайдрінг у федеральній землі Тіроль (Австрія).

## Звання
- Фенріх (7 липня 1901)
- Лейтенант (9 Березня 1903)
- Оберлейтенант (26 жовтня 1911)
- Гауптман (1 червня 1915)
- Майор (1 лютого 1925)
- Оберстлейтенант (1 грудня 1929)
- Оберст (1 жовтня 1932)
- Генерал-майор (1 липня 1935)
- Генерал-лейтенант (1 серпня 1937)
- Генерал артилерії (1 квітня 1939)

## Нагороди
- Медаль принца-регента Луїтпольда (12 березня 1905)
- Залізний хрест
  - 2-го класу (16 вересня 1914)
  - 1-го класу (9 березня 1915)
- Орден «За військові заслуги» (Баварія) 4-го класу з мечами (18 листопада 1914)
- Хрест «За військові заслуги» (Австро-Угорщина) 3-го класу з військовою відзнакою (19 липня 1917)
- Почесний хрест ветерана війни з мечами (15 грудня 1934)
- Медаль «За вислугу років у Вермахті»
  - 4-го, 3-го, 2-го і 1-го класу (25 років; 2 жовтня 1936) — отримав 4 нагороди одночасно.
  - особливого класу (40 років; 1939)
- Застібка до Залізного хреста
  - 2-го класу (21 вересня 1939)
  - 1-го класу (27 вересня 1939)
- Хрест Воєнних заслуг 2-го і 1-го класу з мечами
- Німецький хрест в сріблі (1 вересня 1943)
- Лицарський хрест Хреста Воєнних заслуг з мечами (14 червня 1944)